# Bảo tàng Jan Kochanowski
Bảo tàng Jan Kochanowski (tiếng Ba Lan: Muzeum Jana Kochanowskiego) là một bảo tàng tiểu sử dành cho nhà thơ Jan Kochanowski, tọa lạc tại làng Czarnolas, xã Policzna, huyện Zwoleński, tỉnh Mazowieckie, Ba Lan.

## Lịch sử
Bảo tàng Jan Kochanowski được thành lập vào năm 1961. Mười bốn năm sau, Bảo tàng Jan Kochanowski trở thành một chi nhánh của Bảo tàng Huyện ở Radom.
Trụ sở của Bảo tàng là Trang viên Jabłonowski được xây dựng vào thế kỷ 19, được kiến trúc sư Jakub Kubicki thiết kế theo lối kiến trúc cổ điển. Bao quanh khu phức hợp Trang viên Jabłonowski là một công viên cảnh quan được xây dựng vào nửa đầu thế kỷ 19, do kiến trúc sư Józef Stich thiết kế theo phong cách Anh, và được Stefan Celichowski xây dựng lại vào đầu thế kỷ 20.

## Triển lãm
Bộ sưu tập của Bảo tàng Jan Kochanowski hiện đang bao gồm các triển lãm tiểu sử, chiếm 6 phòng bên trong trụ sở của Bảo tàng với diện tích 250 m2. Trong bộ sưu tập của Bảo tàng có rất nhiều ấn bản về các tác phẩm của Jan Kochanowski, các nghiên cứu về cuộc đời và công việc của nhà thơ, và một số hiện vật và kỷ vật có liên quan trực tiếp đến ông.